# Парламентские выборы в Сальвадоре (1952)
Парламентские выборы в Сальвадоре проходили в марте 1952 года. Революционная партия демократической унификации была единственная партия, участвовавшая в выборах и получила все места парламента. Оппозиционная Партия обновлённого действия бойкотировала выборы, объявив их несправедливыми.

## Результаты
| Партия                                          | Голоса  | %   | Места | +/- |
| ----------------------------------------------- | ------- | --- | ----- | --- |
| Революционная партия демократической унификации | 700 979 | 100 | 54    | +16 |
| Недействительных/пустых бюллетеней              |         | -   | -     | -   |
| Всего                                           | 700 979 | 100 | 54    | +2  |
| Источник: Nohlen                                |         |     |       |     |